# Nils Litzelius
Nils Litzelius, född 1734, död 18 juli 1783 i Södra Vi, var en svensk organist och director musices vid Uppsala universitet.
Litzelius kom från Södra Vi i Östergötland där fadern var bonde. Han blev student vid Uppsala universitet 1754. Litzelius efterträdde Heinrich Christoph Engelhardt och blev director musices 1764 och domkyrkoorganist 1765 samt lärare vid katedralskolan samma år.